# Ogier il Danese
Ogier il Danese, detto anche Uggeri il Danese (in francese Ogier de Danemarche; in danese Holger Danske), è un personaggio leggendario che appare in varie canzoni di gesta scritte in francese antico; la prima comparsa è nel ciclo dei poemi geste de Doon de Mayence.

## Origini del personaggio

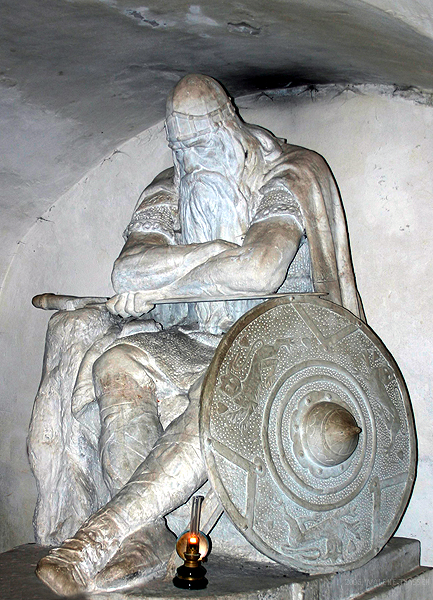
Statua di Ogier nel Castello di Kronborg

Nel XII secolo, il cronista danese Saxo Grammaticus non conosceva la figura di Ogier, il quale non fu connesso a nessun evento storico in Danimarca. Tuttavia, c'è una cronaca dal monastero di San Martino a Colonia, la quale parla di un saccheggio di questo monastero avvenuto nel 778 da parte dei Sassoni. Ma il monastero fu ricostruito da un certo "Olgerus, comandante dei danesi, con l'aiuto di Carlo Magno".
Il personaggio fa la sua prima apparizione nella Chanson de Roland dell'XI secolo e, successivamente, appare anche in alcune cronache in rima datate dal XII al XIV secolo, dove la sua vita fu elaborata considerevolmente con parecchie avventure.
Secondo la leggenda, Ogier era figlio di Geoffrey, re di Danimarca. In La Chevalerie Ogier de Danemarche, Ogier aveva un figlio che fu reso schiavo da Carlo, figlio di Carlo Magno. Cercando vendetta, Ogier scovò Carlo, lo uccise, e fu a malapena ostacolato dall'uccidere Carlo Magno. L'astio fra Ogier e Carlo Magno durò per sette anni, ma poi fu stipulata la pace fra i due per combattere i saraceni, nella cui battaglia Ogier uccise il gigante Brehus.
Ogier il Danese aveva una spada di nome Cortana la quale, secondo la leggenda, portava l'inscrizione "Il mio nome è Cortana e sono dello stesso acciaio e della medesima tempra di Gioiosa e Durlindana".

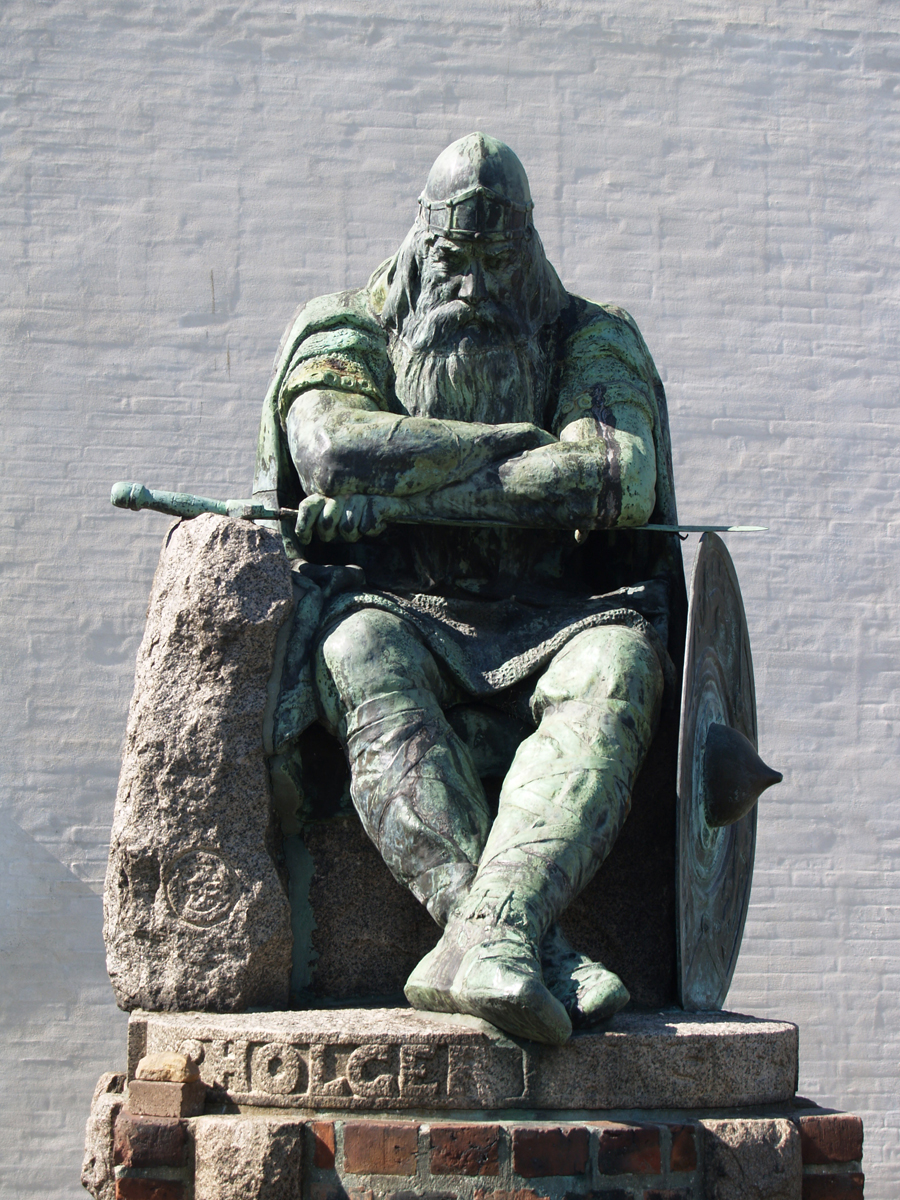
Statua di Ogier posta all'esterno di un hotel danese

Si pensa che Ogier divenne noto in Scandinavia nel XV secolo tramite la traduzione della Karlamagnús saga, ma divenne rapidamente popolare tanto da essere raffigurato sui dipinti di due chiese in Danimarca e Svezia.
Nel 1515, Kristiern Pedersen viveva a Parigi e lì tradusse una novella in prosa basata sulle cronache in rima, in lingua danese, Olger Danskes krönike, che fu pubblicato nel 1534. Pedersen scrisse che Ogier era figlio di un re danese chiamato Godfred, il quale lasciò Ogier come ostaggio di Carlo Magno. Questa traduzione divenne velocemente popolare in Danimarca.
Come Federico Barbarossa, San Venceslao e re Artù, nella leggenda danese Ogier divenne un Re nella Montagna; si dice che dimori nel castello di Kronborg e che la sua barba sia talmente lunga da essere raccolta sul pavimento, per dormirci sopra finché la Danimarca non sarà in pericolo mortale, allora lui si risveglierà per liberare la nazione. Accanto alla sua statua, nel castello di Kronborg, è posta una lapide con la scritta (in inglese): A long time ago Holger Danske fought against powerful enemies - now he slumhers in the casemate beneath Kronborg Castle - but if Denmark is threatened, he will wake up and save the country. Il più grande gruppo di resistenza danese durante la Seconda guerra mondiale si chiamava Holger Danske, come il leggendario re.
In qualche versione della leggenda, Morgan le Faye (comunemente conosciuta oggi come Morgana) portò Ogier ad Avalon, da dove egli ritorna ogni 200 anni per salvare la Francia. Secondo le guide del castello di Kronborg, Ogier giunse in quel castello dopo aver compiuto le sue numerose battaglie in Francia.
Nel 1789 l'opera Holger Danske, composta da F.L.Æ. Kunzen, ebbe un forte impatto sul nazionalismo danese nel tardo XVIII secolo. Questi generò la corrente letteraria definita "faida di Ogier", che rivelò il crescente malcontento fra la popolazione nativa danese e l'influenza tedesca sulla società danese. Fra tutti, l'intellettuale danese Peter Andreas Heiberg si unì alla faida scrivendo una satira intitolata Holger Tyske (Ogier il tedesco) ridicolizzando le liriche di Baggesen.

## Nella cultura di massa
Il personaggio di Holger Danske è protagonista pure del romanzo di fantasy Tre cuori e tre leoni (1961) dello scrittore di fantascienza Poul Anderson. In italiano, fu edito nel 1971, e ristampato nel 1979, nel 1992 e nel 1996.